# Ольшванг, Валентин Алексеевич
Валентин Алексеевич Ольшванг — советский и российский художник-постановщик, режиссёр-мультипликатор, художник-мультипликатор.

## Биография
Валентин Алексеевич Ольшванг родился 19 августа 1961 года в Свердловске (ныне Екатеринбург).
В 1980 году окончил Свердловское художественное училище имени И. Д. Шадра (театрально-декорационное отделение). Работал художником-декоратором в Свердловском ТЮЗе.
В 1986 году окончил ВГИК (отделение мультипликации художественного факультета, мастерская В. В. Курчевского).
С 1985 года — художник-постановщик мультипликационных фильмов в ТО художественной мультипликации Свердловской киностудии (работал в группах режиссёров О. Л. Черкасовой, А. Б. Караева, В. П. Петкевича), с 1998 года — режиссёр.
В 1997 году окончил Высшие курсы сценаристов и режиссёров (отделение режиссуры анимационного кино, мастерская Ю. Б. Норштейна). Работает в рисованной мультипликации и технике перекладки. Художник-постановщик заставки телепередачи «Спокойной ночи, малыши!» (2000; режиссёр Юрий Норштейн).

## Фильмография

### Режиссёр
- 1997 «Розовая кукла»
- 1998 «OPTIMUS MUNDUS 29. Чайный дом»
- 2003 «Про раков»
- 2009 «Со вечора дождик»

### Художник-постановщик
- 1987 «Жильцы старого дома»
- 1987 «Бескрылый гусёнок»
- 1988 «Как стать человеком»
- 1989 «Сничи»
- 1989 «Дело прошлое»
- 1992 «Я вас слышу»
- 1994 «Как вам это понравится» (As You Like It — Shakespeare: The Animated Tales)

### Художник-мультипликатор
- 1985-н. в. «Шинель»
- 1985 «Кутх и мыши»
- 2002 «Человек с Луны»
- 2010 «Сизый голубочек»

### Документальное кино
Валентин Ольшванг снимался в фильме из цикла «Мир анимации или анимации мира» (2001).

### Озвучивание мультфильмов
- 2013 — Чебурашка — лев Чандр (серия «Чебурашка в зоопарке»)

## Награды
Валентин Алексеевич Ольшванг неоднократно награждался на фестивалях:
- 1990 ВКФ изобразительного мастерства кино в Свердловске — Первый приз за лучшую работу художника-постановщика («Дело прошлое» 1990)
- 1996 Общероссийский фестиваль анимации в Тарусе — Приз за лучшую работу художника-аниматора рисованного кино («Как вам это понравится» 1994)
- 1997 КФ детского анимационного кино «Золотая рыбка» — Приз за изобразительное решение («Как вам это понравится» 1994)
- 1997 Общероссийский фестиваль анимации в Тарусе — Приз «За прорыв» («Розовая кукла» 1997)
- 1997 МКФ неигрового и анимационного кино в Лейпциге — Приз «Серебряный Голубь» («Розовая кукла» 1997)
- 1997 МКФ молодого кино «Кинофорум» — Приз «Серебряный гвоздь» за лучший анимационный фильм («Розовая кукла» 1997)
- 1997 МКФ «КРОК» — Приз СК («Розовая кукла» 1997)
- 1998 МКФ анимационных фильмов в Штутгардте — Приз города («Розовая кукла» 1997)
- 1998 МКФ анимационных фильмов в Хиросиме — Спец. приз («Розовая кукла» 1997)
- 1998 МКФ анимационных фильмов в Загребе — Первый приз («Розовая кукла» 1997)
- 2003 МКФ «КРОК» — Гран-при («Про раков» 2003)
- 2004 ОРФАК в Суздале — Приз жюри «За создание яркого и оригинального художественного мира» («Про раков» 2003)[2]
- 2004 9й Международный Московский фестиваль детского анимационного кино «Золотая рыбка» — Главный приз («Про раков» 2003)[3]
- 2004 МКФ Cinanima в Эшпиньо — Спец. приз («Про раков» 2003)[4]
- 2010 ОРФАК в Суздале — Приз за лучшую режиссуру («Со вечора дождик» 2009)[5]
- 2010 МФ «Анимаёвка» — Гран-при («Со вечора дождик» 2009)[6]